# Arnaldo Ramos Lauzerique
Arnaldo Ramos Lauzerique là nhà kinh tế học độc lập người Cuba. Ông và Marta Beatriz Roque đã thành lập "Viện Kinh tế" (Instituto de Economía). Nhóm các nhà kinh tế học này đã vạch trần cách mà chính phủ cộng sản Cuba sử dụng các thống kê giả khi báo cáo cho dân chúng và cho các tổ chức quốc tế.
Ông bị chính quyền Cuba bắt giam trong vụ mùa Xuân đen năm 2003 và bị xử phạt 18 năm tù. Tổ chức Ân xá Quốc tế đã nhìn nhận ông là một tù nhân lương tâm.
Tháng 8 năm 2005 các tù nhân chính trị Adolfo Fernández Sainz và Alfredo Domínguez Batista đã tuyệt thực sau khi Ramos bị các lính gác nhà tù đánh đập.